# Gimnàstica als Jocs Olímpics d'estiu de 1908 - concurs complet individual
El concurs complet individual, també conegut com a heptatló, va ser una de les dues proves de gimnàstica artística que es va disputar als Jocs Olímpics de Londres de 1908. La prova tingué lloc el 14 i 15 de juliol de 1908.
Tal com proposa el nom alternatiu foren set les proves que componien aquest concurs complet, la suma de les quals determinava la classificació final:
- Barra fixa, moviments ràpids
- Barra fixa, moviments lents
- Barres paral·leles
- Anelles, moviments ràpids
- Anelles, moviments lents
- Salt sobre cavall
- Escalada en corda

Hi van prendre part 97 gimnastes procedents de 12 països diferents.

## Medallistes
| Or                    | Plata               | Bronze             |
| Alberto Braglia (ITA) | Walter Tysall (GBR) | Louis Ségura (FRA) |

## Resultats
Es coneix el nom de 97 dels gimnastes que hi van prendre part. El resum oficial de la competició dona les posicions i puntuacions per a les 19 primeres posicions. A partir d'aquest punt es coneixen algunes altres posicions i puntuacions, tot i que no de manera sistemàtica, tret de les dels gimnastes neerlandesos.
| Posició | Gimnasta               | País          | Puntuació      |
| ------- | ---------------------- | ------------- | -------------- |
| 1       | Alberto Braglia        | Itàlia        | 317            |
| 2       | Walter Tysall          | Regne Unit    | 312            |
| 3       | Louis Ségura           | França        | 297            |
| 4       | Curt Steuernagel       | Alemanya      | 273.5          |
| 5       | Friedrich Wolf         | Alemanya      | 267            |
| 6       | Samuel Hodgetts        | Regne Unit    | 266            |
| 7       | Marcel Lalu            | França        | 258.75         |
| 8       | Robert Diaz            | França        | 258.5          |
| 9       | Edward Potts           | Regne Unit    | 252.5          |
| 10      | Jules Rolland          | França        | 249.5          |
| 11      | François Nidal         | França        | 249            |
| 12      | George Bailey          | Regne Unit    | 246            |
| 12      | Karl Borchert          | Alemanya      | 246            |
| 14      | Antoine Costa          | França        | 241.75         |
| 15      | János Nyisztor         | Hongria       | 236            |
| 16      | Franklin Dick          | Regne Unit    | 233.5          |
| 16      | Arthur Hodges          | Regne Unit    | 233.5          |
| 18      | Georges Thurnherr      | França        | 232            |
| 19      | Jean Castigliano       | França        | 227            |
| 20      | Guido Romano           | Itàlia        | Desconegut     |
| 21      | Desconegut             | Desconegut    | Desconegut     |
| 22      | Desconegut             | Desconegut    | Desconegut     |
| 23      | Desconegut             | Desconegut    | Desconegut     |
| 24      | Desconegut             | Desconegut    | Desconegut     |
| 25      | Josef Čada             | Bohèmia       | Desconegut     |
| 26      | Desconegut             | Desconegut    | Desconegut     |
| 27      | Desconegut             | Desconegut    | Desconegut     |
| 28      | Desconegut             | Desconegut    | Desconegut     |
| 29      | Desconegut             | Desconegut    | Desconegut     |
| 30      | Desconegut             | Desconegut    | Desconegut     |
| 31      | Desconegut             | Desconegut    | Desconegut     |
| 32      | Desconegut             | Desconegut    | Desconegut     |
| 33      | Desconegut             | Desconegut    | Desconegut     |
| 34      | Kálmán Szabó           | Hongria       | Desconegut     |
| 35      | Desconegut             | Desconegut    | Desconegut     |
| 36      | Bohumil Honzátko       | Bohèmia       | Desconegut     |
| 37      | Desconegut             | Desconegut    | Desconegut     |
| 38      | Desconegut             | Desconegut    | Desconegut     |
| 39      | Imre Gellért           | Hongria       | Desconegut     |
| 40      | Desconegut             | Desconegut    | Desconegut     |
| 41      | Desconegut             | Desconegut    | Desconegut     |
| 42      | Desconegut             | Desconegut    | Desconegut     |
| 43      | Desconegut             | Desconegut    | Desconegut     |
| 44      | Desconegut             | Desconegut    | Desconegut     |
| 45      | Mihály Antos           | Hongria       | Desconegut     |
| 46      | Desconegut             | Desconegut    | Desconegut     |
| 47      | Desconegut             | Desconegut    | Desconegut     |
| 48      | Desconegut             | Desconegut    | Desconegut     |
| 49      | Michel Biet            | Països Baixos | 187.5          |
| 50      | Desconegut             | Desconegut    | Desconegut     |
| 51      | Desconegut             | Desconegut    | Desconegut     |
| 52      | Desconegut             | Desconegut    | Desconegut     |
| 53      | Desconegut             | Desconegut    | Desconegut     |
| 54      | Desconegut             | Desconegut    | Desconegut     |
| 55      | Desconegut             | Desconegut    | Desconegut     |
| 56      | Desconegut             | Desconegut    | Desconegut     |
| 57      | Desconegut             | Desconegut    | Desconegut     |
| 58      | Desconegut             | Desconegut    | Desconegut     |
| 59      | Allan Keith            | Canadà        | Desconegut     |
| 60      | Gerardus Wesling       | Països Baixos | 165            |
| 61      | Reinier Blom           | Països Baixos | 160.5          |
| 62      | Isidore Goudeket       | Països Baixos | 159            |
| 63      | Johannes Stikkelman    | Països Baixos | 159            |
| 64      | Emanuel Brouwer        | Països Baixos | 158            |
| 65      | Desconegut             | Desconegut    | Desconegut     |
| 66      | Johannes Posthumus     | Països Baixos | 155.5          |
| 67      | Desconegut             | Desconegut    | Desconegut     |
| 68      | Desconegut             | Desconegut    | Desconegut     |
| 69      | Dirk Janssen           | Països Baixos | 153.5          |
| 70      | Desconegut             | Desconegut    | Desconegut     |
| 71      | Cornelus Becker        | Països Baixos | 152.5          |
| 72      | Jan Janssen            | Països Baixos | 150.5          |
| 73      | Desconegut             | Desconegut    | Desconegut     |
| 74      | Jan Jacob Kieft        | Països Baixos | 149.5          |
| 75      | Riku Korhonen          | Finlàndia     | Desconegut     |
| 76      | Desconegut             | Desconegut    | Desconegut     |
| 77      | Desconegut             | Desconegut    | Desconegut     |
| 78      | Abraham Mok            | Països Baixos | 141            |
| 79      | Desconegut             | Desconegut    | Desconegut     |
| 80      | Orville Elliott        | Canadà        | Desconegut     |
| 81      | Desconegut             | Desconegut    | Desconegut     |
| 82      | Desconegut             | Desconegut    | Desconegut     |
| 83      | Hendricus Thijsen      | Països Baixos | 127            |
| 84      | Desconegut             | Desconegut    | Desconegut     |
| 85      | Desconegut             | Desconegut    | Desconegut     |
| 86      | Desconegut             | Desconegut    | Desconegut     |
| 87      | Desconegut             | Desconegut    | Desconegut     |
| 88      | Desconegut             | Desconegut    | Desconegut     |
| 89      | Desconegut             | Desconegut    | Desconegut     |
| 90      | Johann Flemer          | Països Baixos | 118.5          |
| 91      | Desconegut             | Desconegut    | Desconegut     |
| 92      | Desconegut             | Desconegut    | Desconegut     |
| 93      | Constantijn van Daalen | Països Baixos | 116.5          |
| 94      | Desconegut             | Desconegut    | Desconegut     |
| 95      | Herman van Leeuwen     | Països Baixos | 101            |
| 96      | Jonas Slier            | Països Baixos | 96             |
| 97      | Frigyes Gráf           | Hongria       | Did not finish |

### Gimnastes sense posició
Es coneix els nom de 51 gimnastes que van participar en el concurs, però no la seva posició final.
| gimnasta              | Nation     |
| --------------------- | ---------- |
| E. Aspinall           | Regne Unit |
| Oliver Bauscher       | Regne Unit |
| Edouard Boislevé      | França     |
| Antoine de Buck       | Bèlgica    |
| Otello Capitani       | Itàlia     |
| Conrad Carlsrud       | Noruega    |
| Alfred Castille       | França     |
| Ferdinand Castille    | França     |
| Georges Charmoille    | França     |
| Joseph Cook           | Regne Unit |
| S. Domville           | Regne Unit |
| Victor Dubois         | França     |
| E. Dyson              | Regne Unit |
| August Ehrlich        | Alemanya   |
| W. Fergus             | Regne Unit |
| Paul Fischer          | Alemanya   |
| Dominique Follacci    | França     |
| A. Ford               | Regne Unit |
| E. Gauthier           | França     |
| J. Graham             | Regne Unit |
| Jean van Guysse       | Bèlgica    |
| R. Hanley             | Regne Unit |
| Leonard Hanson        | Regne Unit |
| Petter Hol            | Noruega    |
| Eugen Ingebretsen     | Noruega    |
| Ole Iversen           | Noruega    |
| Per Mathias Jespersen | Noruega    |
| Georg Karth           | Alemanya   |
| Wilhelm Kaufmann      | Alemanya   |
| Carl Klæth            | Noruega    |
| Carl Körting          | Alemanya   |
| Eetu Kosonen          | Finlàndia  |
| Josef Krämer          | Alemanya   |
| F. Lekim              | França     |
| Paulin Lemaire        | França     |
| Justinien Lux         | França     |
| G. Meade              | Regne Unit |
| Mr. Moullos           | Turquia    |
| G. Mounier            | França     |
| Frithjof Olsen        | Noruega    |
| Iivari Partanen       | Finlàndia  |
| Georges Ratelot       | França     |
| Jaska Saarivuori      | Finlàndia  |
| Heinrich Siebenhaar   | Alemanya   |
| John Skrataas         | Noruega    |
| C. H. Smith           | Regne Unit |
| Vilmos Szüts          | Hongria    |
| David Teivonen        | Finlàndia  |
| J. A. Walters         | Regne Unit |
| W. Watters            | Regne Unit |
| Wilhelm Weber         | Alemanya   |